# 大分子雲故鄉
大分子雲故鄉是人馬座B2這個分子雲中稠密的分子雲 。許多種類的分子，包括氨基乙腈（與甘氨酸相關的分子）、甲酸乙酯，和丁腈 已經在此處檢測到。